# Hoya megalantha
Hoya megalantha är en oleanderväxtart som beskrevs av William Bertram Turrill. Hoya megalantha ingår i släktet Hoya och familjen oleanderväxter. Inga underarter finns listade i Catalogue of Life.